# Aparador

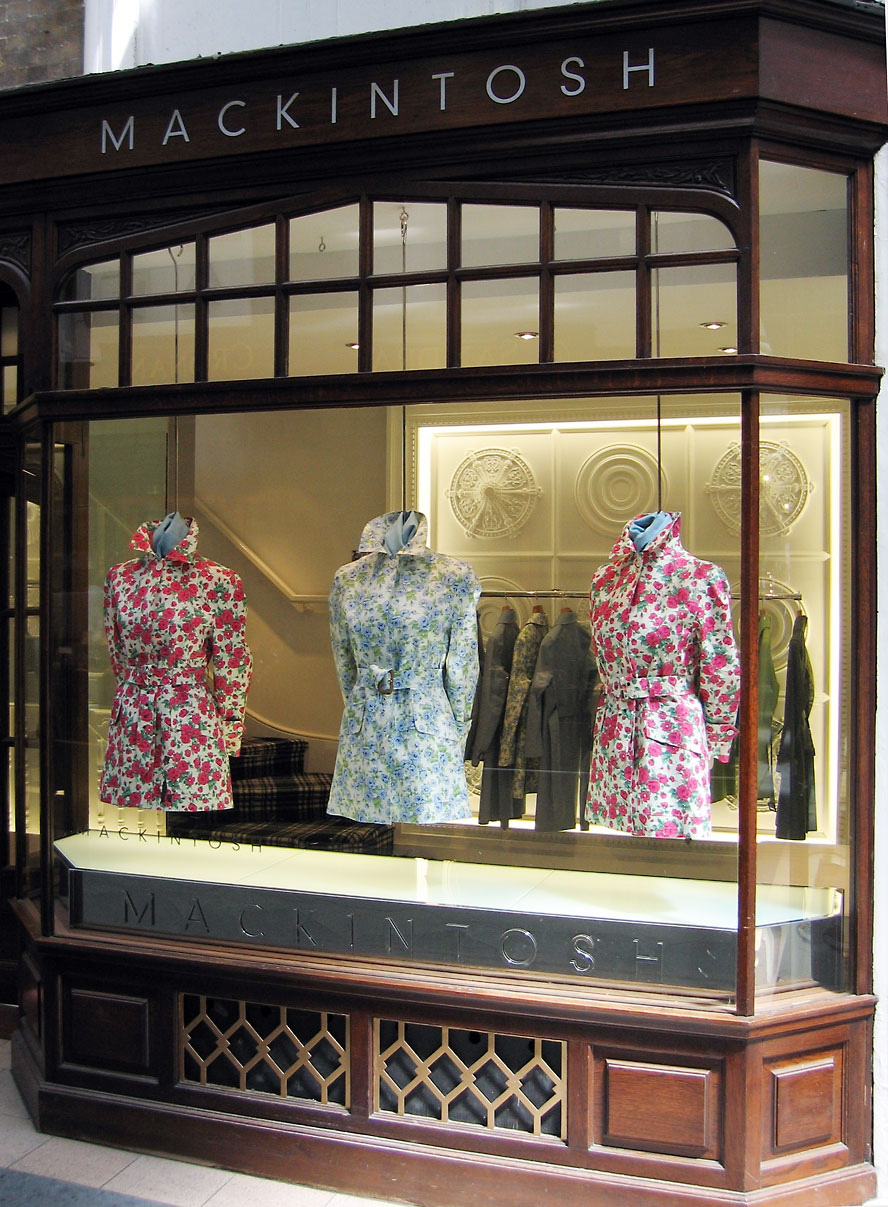
Aparador de prestigi en una botiga de roba

Un aparador, mostrador o una  vitrina o vidriera (/de mostra), és l'espai situat a la façana de les botigues i destinat a exhibir —darrere un vidre— una mostra dels productes o serveis que s'ofereixen a l'interior. L'aparador contribueix tant a la venda com a la bona imatge de l'establiment. La paraula aparador, en alguns països, s'usa per designar un moble amb portes i calaixos que serveix per guardar roba o altres objectes.
L'aparadorisme és l'art de presentar de forma adequada, combinant objectes i materials, els articles que té a la venda un establiment en el seu aparador. És un conjunt de tècniques aplicades al disseny i muntatge dels aparadors. L'aparador juntament amb el cartell lluminós, la banderola o rètol (on sol aparèixer el logotip) i el disseny de façana constitueix el primer reclam de venda l'establiment.
És un dels mitjans més importants amb què compta un comerciant per a trucar i retenir l'atenció d'un vianant cap al seu punt de venda. Part l'èxit comercial d'una botiga depèn que la decoració del seu aparador sigui apropiada i atractiva. De fet, la superfície disponible per a aparador es considera un factor de valoració econòmica del local comercial.

## El venedor silenciós

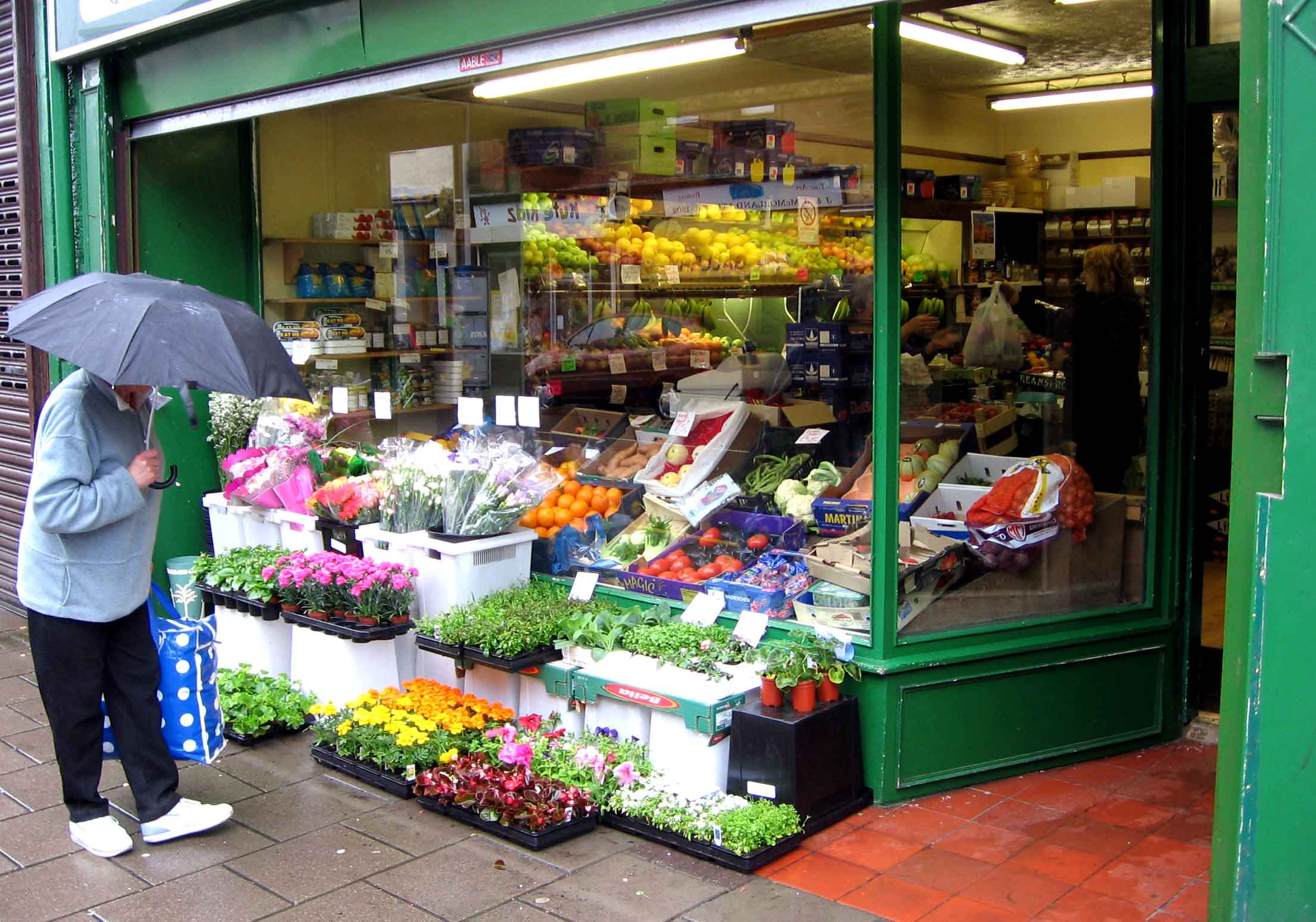
Aparador de fons obert en una botiga de plantes, fruita si verdures a Gourock (Escòcia).

L'aparador és el «venedor silenciós» d'un establiment. És un element essencial i el vehicle principal de la comunicació entre un punt de venda i els seus clients. Aquesta importància augmenta si el comerç és de tipus tradicional i/o es dedica a activitats de no-alimentació. L'aparador és l'espai on el client per primera vegada entra en contacte (visual) amb el producte. Per això, l'aparador ha de resultar atractiu, artístic, cridaner i agradable.
L'efectivitat dels aparadors augmenta quan hi ha un trànsit dens de vianants i la combinació de productes que es mostren a l'aparador està composta principalment pels anomenats «productes de compra lúdica» .
La disposició dels productes dins de l'aparador ha de ser harmònica i comercial pel que s'aconsella escollir els models més nous i atractius. La llum és un altre factor decisiu, s'ha de prestar especial atenció a una correcta il·luminació que faci destacar els articles destinats a la venda de la decoració.

## Regles d'or de l'aparador[4]
- No disminuir l'espai dedicat a la venda dins de l'establiment.
- Estar sempre net i lluminós.
- Mostrar-atractiu i suggestiu.
- Proposar una selecció d'articles estratègica per al negoci.
- Semblar sempre nou. Es recomana variar l'exposició cada 15 o 20 dies per mantenir viu el seu poder d'atracció.

## Tipus d'aparadors
Per la seva configuració es poden distingir els següents tipus d'aparador

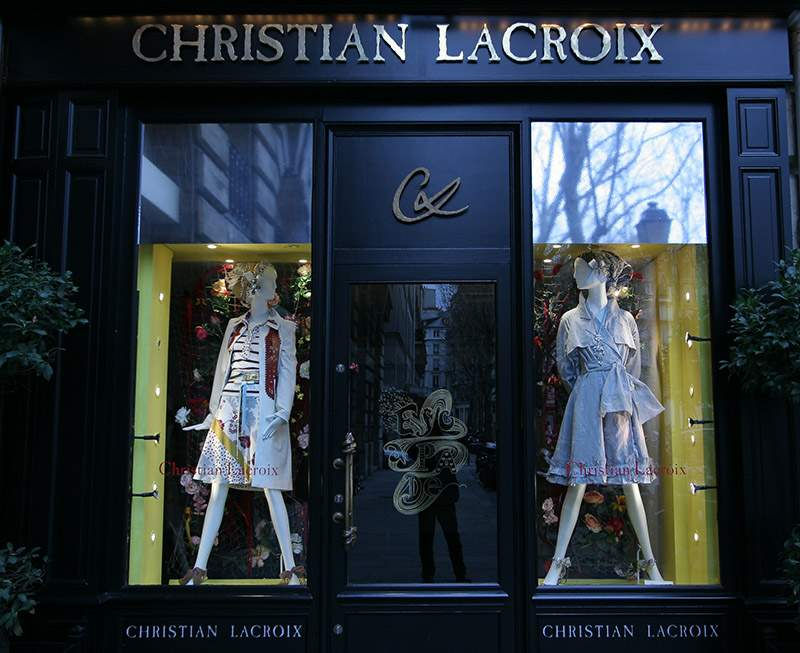
Aparador de fons tancat

- Aparador de fons obert : deixa veure l'interior del punt de venda, com no hi ha fons de cap classe, dona llum natural i vistositat a la botiga. Tot l'espai interior té un caràcter d'exposició activa i permanent. Són com una continuació de la botiga. D'altra banda, l'absència de fons difumina la llum, es perd el contrast entre forma i fons. És la tendència més moderna i sol ser el tipus d'aparador més apreciat pel comerç detallista, que no va sobrat d'espai. Té l'avantatge i l'inconvenient que propicia la distracció del públic, que pot contemplar el que passa a l'interior del comerç ("la gent atrau la gent") i no fixa la vista en la mercaderia exposada perquè el moviment crida més l'atenció que els articles estàtics exposats a l'aparador.
- Aparador de fons tancat: està concebut com un espai tancat, en forma de caixa tridimensional. Té un fons que emmarca el que es vol destacar i no permet veure l'interior de la botiga, amb ell es poden crear ambients més sofisticats. La presència del fons aporta nitidesa i claredat, permet una ambientació apropiada, per l'ús correcte de la llum i el color, proporciona un efecte més estable i sensació d'equilibri. Els objectes exposats ressalten sobre el fons i es capta més fàcilment l'atenció del receptor. Aconsegueix un major impacte visual.
- Aparador semiobert: està tancat a la meitat inferior, permet el pas de la llum natural per la part alta descoberta i talla la visibilitat interior per la part baixa tapada. Sembla que està de moda i han començat a utilitzar molts comerciants, ja que s'instal fàcilment amb estructures mòbils, que no tanquen completament l'espai dedicat a l'aparador.

Per la seva situació es diferencien
- Aparador de façana: localitzat en el frontal del comerç. És la situació idònia. Està visible per als vianants dia i nit.
- Aparador de passadís: s'estén pels laterals del passadís d'entrada a l'establiment. Una tècnica de marxandatge consisteix a dissenyar un aparador lateral més llarg que l'altre empenyent d'aquesta manera al client cap a l'interior del comerç.
- Aparador interior: situat dins de l'espai comercial. Són espais per a les accions d'animació dins l'establiment, com les vitrines. A més, hi ha els «mostraris», aparadors situats en establiments no relacionats amb el producte, vestíbuls dels cinemes, estacions de metro ...

Pel material exposat es poden distingir

Aparador d'una joguines a Amsterdam (Països Baixos)

- Aparador de serveis. L'exposició es basa en cartells o fullets promocionals contenint els preus o ofertas dels principals serveis. Tal és el cas de les entitats financeres o de les assegurances, de les agències de viatges, etc.
- Aparador de preu . Destaca principalment el preu dels productes comercialitzats.
- Aparador de temporada . Clàssic d'establiments de moda, mostra l'avanç i les tendències del moment.
- Aparador de prestigi . Mostra els productes de luxe que es poden adquirir a l'establiment, moltes vegades sense fer esment al seu preu. Són característics de boutiques, joieries, rellotgeries, etc.

## Zones de l'aparador
Alguns estudis destaquen que les zones d'un aparador que més atenció del client acaparen són:
- En vertical , la zona central amb gairebé un 50% de captació, la zona esquerra una mica més atractiva que la dreta.
- En horitzontal , la zona baixa (el terç més baix de l'aparador) amb gairebé un 70% d'atracció, la zona més alta té escassa atracció i se sol reservar a cartells.

Els productes que es volen destacar es col·loquen en les zones més atraients.

## Èxit d'un aparador
L'èxit d'un aparador es pot mesurar en funció de: 
- L'atracció que provoca. Es mesura relacionant el nombre de persones que es paren davant l'aparador amb el total de persones que passen davant seu.
- L'accés a l'interior que promou. Es mesura calculant el total de persones que entren en l'establiment sobre el total que s'han aturat davant l'aparador.
- La motivació a la compra que desperta. Es mesura comparant la xifra de vendes dels articles col·locats en l'aparador amb les vendes totals de l'establiment.
- Altres índexs valoren també el temps que els clients es demoren contemplant un aparador o les compres possiblement realitzades pels clients que han vist l'aparador.